# Маренго (Вісконсин)
Маренго (англ. Marengo) — місто (англ. town) в США, в окрузі Ешленд штату Вісконсин. Населення — 460 осіб (2020).

## Демографія
Згідно з переписом 2010 року, у місті мешкало 390 осіб у 134 домогосподарствах у складі 104 родин. Було 234 помешкання
Расовий склад населення:
| - 97,2 % — білих - 0,5 % — чорних або афроамериканців - 0,5 % — азіатів - 0,3 % — корінних американців |

До двох чи більше рас належало 1,5 %. Частка іспаномовних становила 0,0 % від усіх жителів.
За віковим діапазоном населення розподілялося таким чином: 33,8 % — особи молодші 18 років, 53,9 % — особи у віці 18—64 років, 12,3 % — особи у віці 65 років та старші. Медіана віку мешканця становила 33,4 року. На 100 осіб жіночої статі у місті припадало 112,0 чоловіків;  на 100 жінок у віці від 18 років та старших — 122,4 чоловіків також старших 18 років.
Середній дохід на одне домашнє господарство  становив 64 032 долари США (медіана — 53 125), а середній дохід на одну сім'ю — 71 704 долари (медіана — 60 000). Медіана доходів становила 49 583 долари для чоловіків та 29 688 доларів для жінок. За межею бідності перебувало 5,3 % осіб, у тому числі 3,4 % дітей у віці до 18 років та 13,8 % осіб у віці 65 років та старших.
Цивільне працевлаштоване населення становило 208 осіб. Основні галузі зайнятості: освіта, охорона здоров'я та соціальна допомога — 26,9 %, виробництво — 11,5 %, будівництво — 11,5 %.